# سیارک ۱۵۹۰
سیارک ۱۵۹۰ (به انگلیسی: 1590 Tsiolkovskaja، نامگذاری:1933NA) هزار و پانصد و نودمین سیارک کشف شده‌است که در ۱ ژوئیه ۱۹۳۳ و در رصدخانه سایمیز کشف شد.
قدر مطلق سیارک برابر ۱۱٫۷۰ است.